# 山本晶
山本 晶（やまもと しょう、1934年〈昭和9年〉1月22日 - 2021年〈令和3年〉7月15日）は、日本のアメリカ文学者。慶應義塾大学名誉教授。専門は、英米文学。東京市出身。

## 学歴
- 昭和9年（1934年） - 東京市芝区生まれ。永田町小学校（現・麹町小学校）、麹町中学校、東京都立日比谷高等学校卒業[2]。
- 昭和32年（1957年）3月 - 慶應義塾大学文学部イギリス文学専攻卒業
- 昭和38年（1963年）3月 - 慶應義塾大学大学院文学研究科修士課程修了
- 昭和45年（1970年）9月 - 福澤諭吉記念慶應義塾学事振興基金により、シカゴ大学・コロンビア大学へ留学。
- 平成11年（1999年）3月 - 慶應義塾大学名誉教授

## 職歴
日比谷高校在学中からロイター通信社東京支局に勤務し、慶應義塾大卒業まで続いた。
- 昭和38年（1963年）4月 - 慶應義塾大学文学部助手
- 昭和43年（1968年）4月 - 同専任講師
- 昭和46年（1971年）10月 - 同助教授
- 昭和53年（1978年）4月 - 同教授
- 昭和56年（1981年）4月 - 同大学院文学研究科委員
- 平成元年（1989年）11月 - 文部省教科用図書検定調査審議会委員
- 平成11年（1999年）3月 - 慶應義塾を定年
- 日本ソロー学会会長を務めた。

## 共著編
- 『ゴールデン・デイ』池田孝一共著. 慶應通信, 1993.2
- 『エマソンの「文明」論 その新出邦訳「開化」に関する考察』編著 慶應義塾大学出版会 (発売) 2017.6

### 翻訳
- ルース・アドラー『ニューヨーク・タイムズの一日』平凡社 1973
- 『フォークナー全集18 紫煙.マンク.水をつかむ手.明くる日も.調合の誤り.駒さばき』冨山房 1978